# فریزر ۱۰۳۲۳
سیارک ۱۰۳۲۳ (به انگلیسی: 10323 Frazer، نامگذاری:1990VW6) ده هزار و سیصد و بیست و سومین سیارک کشف شده‌است که در ۱۴ نوامبر ۱۹۹۰ کشف شد.
قدر مطلق سیارک برابر ۱۴٫۴۰ است.